# دانيال سواريز (مؤلف)
دانيال سواريز (بالإنجليزية: Daniel Suarez)‏ (21 ديسمبر 1964 في الولايات المتحدة)؛ كاتب وروائي أمريكي.

## روابط خارجية
- دانيال سواريز على موقع IMDb (الإنجليزية)
- دانيال سواريز على موقع ميوزك برينز (الإنجليزية)